# Nilakantha Somayaji
Keļallur Nilakantha Somayaji (14 juin 1444 – 1544), également appelé Keļallur Comatiri  était un mathématicien et astronome majeur de l'école d'astronomie et de mathématiques du Kerala. L'une de ses œuvres les plus influentes fut le traité astronomique complet Tantrasamgraha achevé en 1501. Il avait également composé un commentaire élaboré sur Aryabhatiya appelé Aryabhatiya Bhasya. Dans cette Bhasya, Nilakantha avait discuté des extensions en série infinie des fonctions trigonométriques et des problèmes d'algèbre et de géométrie sphérique. Grahapareeksakrama est un manuel sur les observations en astronomie basé sur les instruments de l'époque. Connu populairement sous le nom de Kelallur Chomaathiri, il est considéré comme un égal à Vatasseri Parameshwaran Nambudiri (en). 